# Чемпіонат Європи з футболу 2008 (склади команд)/Польща
Склад збірної Польщі на чемпіонаті Європи 2008
| №               | Гравець              | Клуб (у 2008)      | Дата народження   | Вік      | Ігор                        | Голів                       |                             |
| Воротарі        | Воротарі             | Воротарі           | Воротарі          | Воротарі | Воротарі                    | Воротарі                    | Воротарі                    |
| --------------- | -------------------- | ------------------ | ----------------- | -------- | --------------------------- | --------------------------- | --------------------------- |
| 1               | Артур Боруц          | Селтик             | 20 лютого 1980    | 28       | 34                          | 0                           |                             |
| 12              | Войцех Ковалевський  | Корона (Кельце)    | 11 травня 1977    | 30       | 10                          | 0                           |                             |
| 22              | Лукаш Фаб'янський    | Арсенал (Лондон)   | 18 квітня 1985    | 23       | 8                           | 0                           |                             |
| Захисники       |                      |                    |                   |          |                             |                             |                             |
| 2               | Маріуш Йоп           | ФК Москва          | 3 серпня 1978     | 29       | 24                          | 0                           |                             |
| 3               | Якуб Вавжиняк        | Легія (Варшава)    | 7 липня 1983      | 24       | 11                          | 0                           |                             |
| 4               | Павел Голянський     | Стяуа              | 12 жовтня 1982    | 25       | 10                          | 1                           |                             |
| 5               | Даріуш Дудка         | Вісла (Краків)     | 9 грудня 1983     | 24       | 26                          | 2                           |                             |
| 6               | Яцек Бонк            | Аустрія (Відень)   | 24 березня 1973   | 35       | 94                          | 3                           |                             |
| 13              | Марцін Василевський  | Андерлехт          | 9 червня 1980     | 27       | 27                          | 1                           |                             |
| 14              | Міхал Жевлаков       | Олімпіакос         | 22 квітня 1976    | 32       | 76                          | 2                           |                             |
| 15              | Міхал Паздан         | Гурник (Забже)     | 21 вересня 1987   | 21       | 5                           | 0                           |                             |
| 23              | Адам Кокошка         | Вісла (Краків)     | 6 жовтня 1986     | 21       | 7                           | 2                           |                             |
| Півзахисники    |                      |                    |                   |          |                             |                             |                             |
| 7               | Еузебіуш Смолярек    | Расинг (Сантандер) | 9 січня 1981      | 27       | 31                          | 13                          |                             |
| 8               | Яцек Кжинувек        | Вольфсбург         | 15 травня 1976    | 32       | 79                          | 15                          |                             |
| 10              | Лукаш Гаргуля        | Белхатов           | 25 лютого 1981    | 27       | 12                          | 1                           |                             |
| 17              | Войцех Лободзинський | Вісла (Краків)     | 20 жовтня 1982    | 25       | 16                          | 2                           |                             |
| 18              | Маріуш Левандовський | Шахтар (Донецьк)   | 18 травня 1979    | 28       | 47                          | 3                           |                             |
| 19              | Рафал Муравський     | Лех (Познань)      | 9 жовтня 1981     | 26       | 9                           | 1                           |                             |
| 20              | Роджер Геррейро      | Легія (Варшава)    | 25 травня 1982    | 25       | 2                           | 0                           |                             |
| Нападники       |                      |                    |                   |          |                             |                             |                             |
| 9               | Мацей Журавський (к) | Лариса             | 12 вересня 1976   | 31       | 71                          | 17                          |                             |
| 11              | Марек Сагановський   | Саутгемптон        | 31 жовтня 1978    | 29       | 23                          | 3                           |                             |
| 16              | Лукаш Піщек          | Герта (Берлін)     | 3 червня 1985     | 23       | 3                           | 0                           |                             |
| 21              | Томаш Загорський     | Гурник (Забже)     | 22 листопада 1984 | 23       | 9                           | 1                           |                             |
| Головний тренер |                      |                    |                   |          |                             |                             |                             |
| Нідерланди      | Лео Бенхаккер        |                    | 2 серпня 1942     | 65       | Середній вік гравців: 27,27 | Середній вік гравців: 27,27 | Середній вік гравців: 27,27 |
|                 |                      |                    |                   |          |                             |                             |                             |

Якуб Блящиковський не потрапив на турнір через травму. Його замінив Лукаш Піщек.
Томаш Кущак не потрапив на турнір через травму. Його замінив Войцех Ковалевський.
| Гравців національного чемпіонату: | Гравців національного чемпіонату:                             | 10   |
|                                   | Вісла (Краків)                                                | 3    |
|                                   | Гурник (Забже), Легія (Варшава)                               | по 2 |
|                                   | Белхатов, Корона (Кельце), Лех (Познань)                      | по 1 |
| Легіонерів:                       | Легіонерів:                                                   | 13   |
|                                   | Англія, Греція, Німеччина                                     | по 2 |
|                                   | Австрія, Бельгія, Іспанія, Росія, Румунія, Україна, Шотландія | по 1 |